# Oratori de Can Palau
L'Oratori de Can Palau és una obra del municipi de la Selva de Mar (Alt Empordà) inclosa en l'Inventari del Patrimoni Arquitectònic de Catalunya.

## Descripció
Situat a l'oest del nucli urbà de la Selva de Mar, en el traçat de l'antic corriol que porta a l'església de Sant Sebastià, integrat al mur que delimita la pujada del corriol del desnivell existent al terreny.
Es tracta d'un petit oratori format per una pilastra bastida amb rebles de pissarra lligats amb morter de calç, integrada al mur que delimita el corriol. Sobresortint del coronament del mur, la petita fornícula monolítica bastida amb pissarra, amb un arquet de mig punt on s'ubica la imatge del sant. La pilastra és quadrangular i la fornícula és semicircular. A la part frontal de l'arc de la fornícula hi figura, incís, l'any "1690". Dins el nínxol hi ha una petita imatge del sant, col·locada a finals del segle xx.

## Història
S'ignora a quin sant estigué dedicat l'oratori. Can Palau era una casa, avui del tot desapareguda, que es trobava seguint el camí, a poca distància. Segons A.Cortada (op.cit.) i la gent de la Selva que ho recorda, aquest oratori era idèntic al desaparegut "Oratori de Can Nan" el qual, dedicat a sant Roc i datat l'any 1686, era emplaçat a l'altre extrem de la vila, al nord-est, a l'entrada pel camí "de la Ribera".
Segons Cortada, els veïns de la Selva feien una processó el dia 14 d'agost a la Vall de Santa Creu per regraciar a sant Roc -que es venerava a l'església del dit poble-, l'extinció d'una epidèmia esdevinguda l'any 1675.
Per la seva situació a l'inici del camí que hi mena, es creu que l'"Oratori de Can Palau" podria tenir relació amb les processons a l'ermita de Santa Helena amb motiu dels aplecs de la diada de Santa Creu de Maig (dia 3 de maig) que se celebraren fins a l'any 1880.
En record d'aquests aplecs i dels jubileus medievals de Sant Pere de Rodes, hi ha el projecte, per part dels selvatans, de col·locar una imatge moderna de St. Pere en aquest oratori.